# Grafschaft Sayn
Die Grafschaft Sayn war ein reichsunmittelbares Territorium des Heiligen Römischen Reiches Deutscher Nation im Gebiet des Westerwaldes im heutigen Bundesland Rheinland-Pfalz.

## Geschichte
Nach der wahrscheinlich im 10. oder 11. Jahrhundert erbauten Burg Sayn bei Bendorf nannte sich ein Grafengeschlecht, das zum ersten Mal 1139 urkundlich belegt ist. Die Grafen erwarben nach und nach Güter im Westerwald, an der Sieg und am Niederrhein. Die genauen Ursprünge der ersten Grafen von Sayn liegen immer noch im Dunkeln, aber eine Abstammung vom Haus Nassau ist wahrscheinlich. Es handelt sich bei der Grafschaft Sayn anscheinend nicht um einen alten Amtsbezirk, sondern um eine Ansammlung von Rechten und Lehen der Adelsfamilie Sayn. Vor allem die Heirat von Heinrich II. mit Agnes von Saffenberg (um 1173) und die Heirat von Heinrich III. mit Mechthild von Landsberg brachte der Familie beträchtliche Zuwächse an Besitzungen. Die ältere Linie der Grafen von Sayn starb 1246 mit dem Tode von Heinrich III. aus. Seine Schwester Adelheid war mit Gottfried III. von Sponheim verheiratet und brachte die Grafschaft Sayn als Erbe an die Grafen von Sponheim. Einige Besitzungen fielen dann an Gottfrieds zweiten Sohn Heinrich bzw. an die Herrschaft Heinsberg. Der Enkel Gottfrieds III. durch seinen ältesten Sohn Johann I. (ebenfalls mit Namen Gottfried) gründete schließlich die jüngere Linie der Grafen von Sayn.
Anfang des 14. Jahrhunderts lässt sich unter Graf Gottfried von Sayn eine gezielte saynische Städtepolitik zum Ausbau und zur Sicherung der Grafschaft Sayn im Westerwald feststellen.
Im Jahr 1462 lag die Grafschaft in Fehde mit der Grafschaft Katzenelnbogen. Im Rahmen der Fehde ließ Graf Philipp von Katzenelnbogen mehrere Dörfer und die Kirche von Höhn zerstören.
Ab 1500 gehörte die Grafschaft Sayn zum Niederrheinisch-Westfälischen Reichskreis. Graf Adolph und Graf Sebastian führten um 1560 die Reformation ein.

### Erste Grafen von Sayn
- Eberhard (1139–1176) ⚭ Kunigunde von Isenburg
  - Heinrich II. (1176–1203) ⚭ Agnes von Saffenburg (1173–1200), Erbin von Schloss Hülchrath
    - Heinrich III. (1202–1246) ⚭ Mechthild von Landsberg
    - Adelheid von Sayn (vor 1202–1263) ⚭ I Gottfried III. von Sponheim ⚭ II Eberhard von Eberstein der Ältere
    - Agnes von Sayn (1202–1260) ⚭ Heinrich von Blieskastel
    - Eberhard von Sayn (1249–1257), Deutschmeister

  - Eberhard II. von Sayn (1176–1202)
  - Bruno war von 1205 bis 1208 Erzbischof von Köln
  - Gerlach (1202–1222), Propst im Zyfflicher Stift
  - Agathe ⚭ Ludwig von Loon?
- Heinrich I. (1139–1159)

(Quelle unter)

### Zweite Grafen von Sayn aus dem Haus Sponheim
Graf Heinrichs III. Schwester Adelheid war mit Gottfried III. von Sponheim verheiratet. Beider Enkel Gottfried I. ist Stammvater einer zweiten Grafenfamilie Sayn.
- Adelheid (vor 1202–1263), verheiratet mit Gottfried III. (Graf von Sponheim)
- Johann I. (1263–1266), Graf von Sponheim, Graf von Sayn. Teile der Grafschaft (Löwenburg, Freusburg) fallen an den jüngeren Bruder Heinrich, Erbe von Heinsberg.
- Gottfried I. (1266–1284) Unter seinen Söhnen fand 1294 eine Erbteilung statt:
  - Johann II. erbte die Grafschaft Sayn und begründete die Linie der Grafen von Sayn-Sayn;
  - sein Bruder Engelbert I. erbte Vallendar und aus mütterlichem Erbe Homburg und begründete die Linie der Grafen von Sayn-Homburg. Durch die ererbte Grafschaft Wittgenstein im heutigen Kreis Siegen-Wittgenstein nannte sich die Familie Sayn-Homburg ab 1361 Sayn-Wittgenstein.

### Grafen von Sayn-Sayn
- Johann II. (1284–1324)

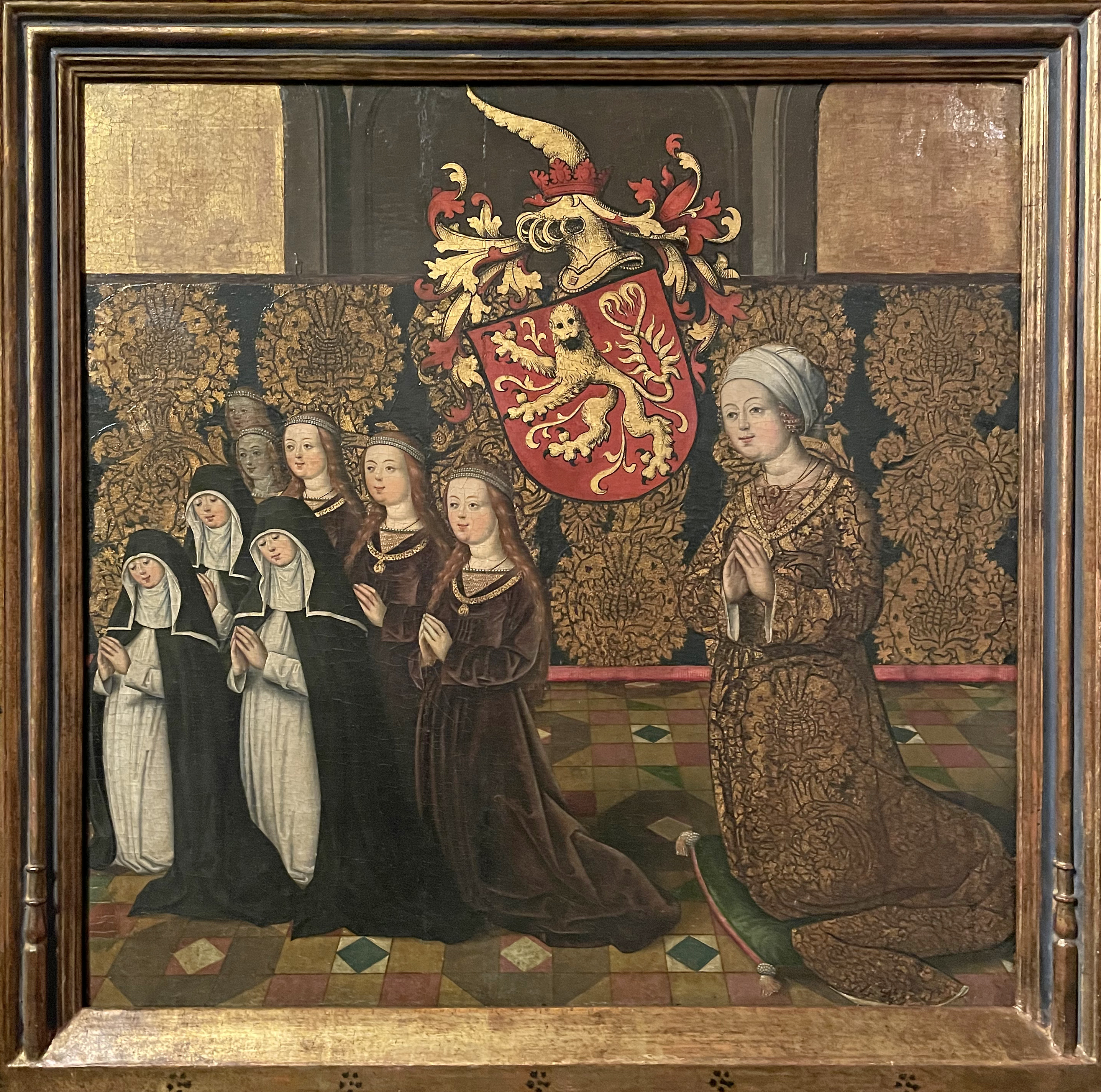
Stifterin aus der Familie Von Sayn mit Töchtern, Jan Baegert um 1510/1524, Städtisches Museum, Wesel

- Gottfried II. (1314–1327), Mitregent 1314–1324
- Johann III. (1327–1359)
- Johann IV. (1359–1403)
- Gerhard I. (1403–1419), sein Bruder Reinhard war von 1385 bis 1390 Bischof von Kulm
- Theodor (1419–1452)
- Gerhard II. (1452–1493)
- Gerhard III. (1493–1506), keine männlichen Nachkommen, es erbt sein Bruder
- Johann V. (1498–1529), Sohn von Sebastian I.
- Johann VI. (1529–1560), nach seinem Tode regiert zunächst sein Bruder
- Sebastian II. (1529–1573), es erben die drei Söhne Johanns VI.
- Adolph (1560–1568)
- Hermann (1560–1571) und
- Heinrich IV. (1560–1606)

einzige Erbin ist Hermanns Tochter
- Anna Elisabeth (1606–1608), verheiratet mit Graf Wilhelm III. von Sayn-Wittgenstein

### Die Grafen von Sayn-Wittgenstein-Sayn
Graf Wilhelm III. begründete die Linie Sayn-Wittgenstein-Sayn, der das westerwälder Erbe der Linie Sayn-Sayn zufällt. Das Stammland um Burg Sayn jedoch wurde von Kurtrier als erledigtes Manneslehen eingezogen. Die von Wilhelm III. begründete Linie Sayn-Wittgenstein-Sayn starb mit seinem siebenjährigen Enkel Ludwig 1636 schon wieder aus.
Nach dem Tode Ludwigs fiel der Besitz der Linie an dessen Schwestern und wurde von deren Nachkommen in die Grafschaften Sayn-Hachenburg und Sayn-Altenkirchen aufgeteilt.
- Wilhelm III. (regierte 1605–1623)
- Ernst (regierte 1623–1632), Sohn von Wilhelm III. und Anna Elisabeth von Sayn, ⚭ 1624 Louise Juliane von Erbach (1603–1670)
- Ludwig (regierte 1632–1636 unter der Vormundschaft seiner Mutter Louise Juliane), Sohn von Ernst

### Die Grafschaften Sayn-Hachenburg und Sayn-Altenkirchen
Nachdem Graf Ludwig ohne männliche Nachkommen gestorben war, wurde die Grafschaft in mehreren Teilungsverträgen seit Mitte des 17. Jahrhunderts unter seinen Schwestern Johannetta und Ernestine aufgeteilt und aus der Grafschaft Sayn die Grafschaft Sayn-Altenkirchen und in die Grafschaft Sayn-Hachenburg gebildet.
- Johannetta, in 2. Ehe verheiratet mit Herzog Johann Georg von Sachsen, erhielt das Amt Altenkirchen. Daraus entstand die → Grafschaft Sayn-Altenkirchen.
- Ernestine, verheiratet mit Salentin Ernst von Manderscheid, erhielt die → Grafschaft Sayn-Hachenburg.

Sayn-Hachenburg fiel 1799 an den Fürsten von Nassau-Weilburg; Sayn-Altenkirchen kam 1791 in preußischen Besitz und wurde 1803 auf dem Reichsdeputationshauptschluss dem Fürsten von Nassau-Usingen zugesprochen. Im Zusammenhang mit der Bildung des Rheinbundes wurden die beiden nassauischen Fürstentümer und damit auch die beiden saynischen Grafschaften 1806 zum Herzogtum Nassau zusammengeschlossen. Aufgrund der Beschlüsse auf dem Wiener Kongress (1815) erfolgte wieder eine Teilung. Die Teile der beiden vormaligen saynischen Grafschaften, die im heutigen Landkreis Altenkirchen (Westerwald) lagen, wurden von Nassau an das Königreich Preußen abgetreten und die Teile der vormaligen Sayn-Hachenburg, die im heutigen Westerwaldkreis lagen verblieben bei Nassau, bis diese 1866 auch zu Preußen kamen.
Die Grafschaften wurden bis zum Ende des Alten Reiches 1806 als selbständige Herrschaften behandelt und aus der Ferne verwaltet. Herzog Adolf I. von Nassau wurde 1890 zum Großherzog von Luxemburg. Seither wird der Titel der Grafen von Sayn von den Großherzögen von Luxemburg getragen.

## Territorium
Die Grafschaft Sayn lag auf dem Gebiet des heutigen Landes Rheinland-Pfalz. Das 1605 verlorene Stammland lag am rechten Mittelrhein um die Burg Sayn, heute zur Stadt Bendorf. Die wesentlich größeren Territorien lagen im nördlichen Westerwald und im mittleren Siegtal. Benachbarte Herrschaften waren:
- im Norden die Reichsherrschaft Homburg, mit ständigen Feden zur Grafschaft Berg und die Herrschaft Wildenburg (Wildenburger Land)
- im Osten Nassau-Dillenburg
- im Süden die Grafschaft Wied
- im Süden der Exklave Bendorf, das Kurfürstentum Trier
- im Norden der Exklave Bendorf, die Grafschaft Isenburg
- im Westen Kurköln

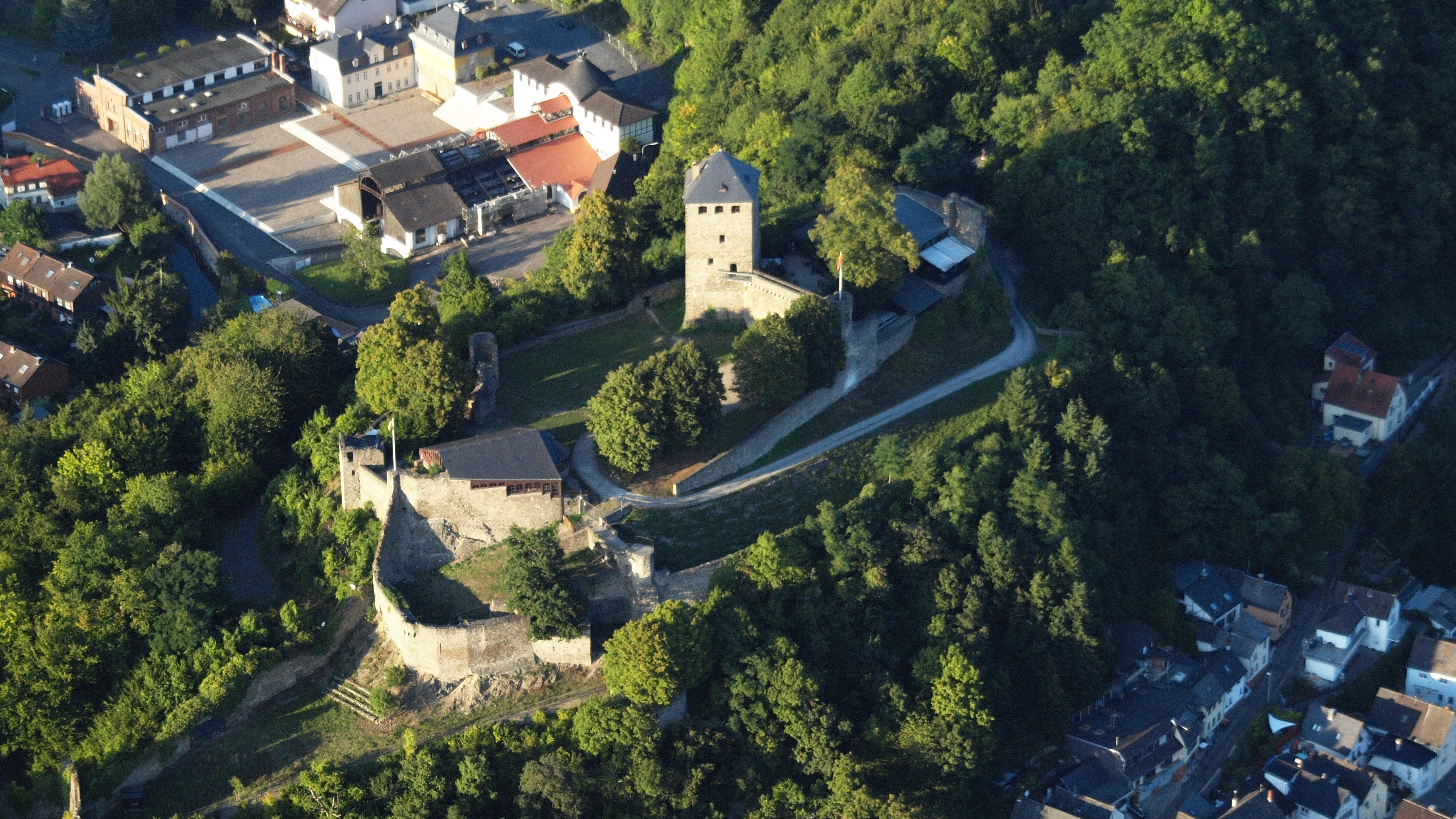
Ruine der Burg Sayn
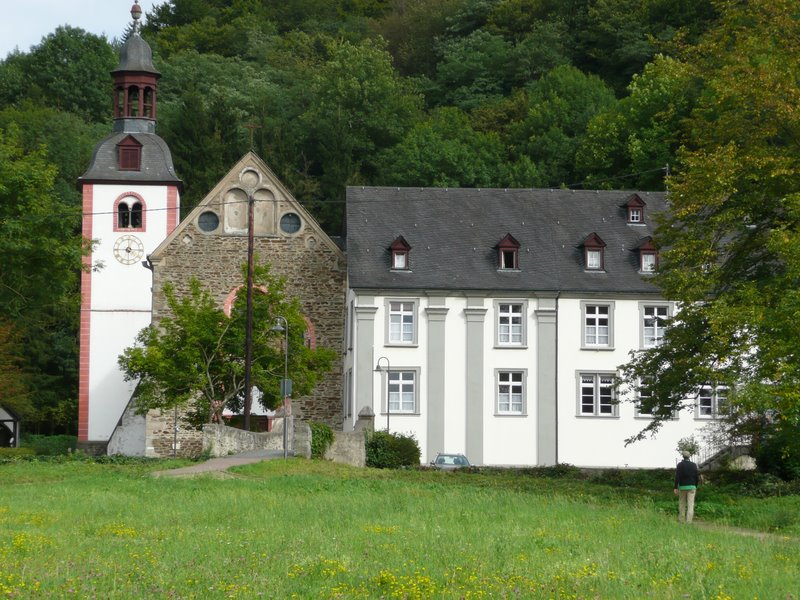
Ehemalige Prämonstratenserabtei Sayn, Hauskloster und Grablege
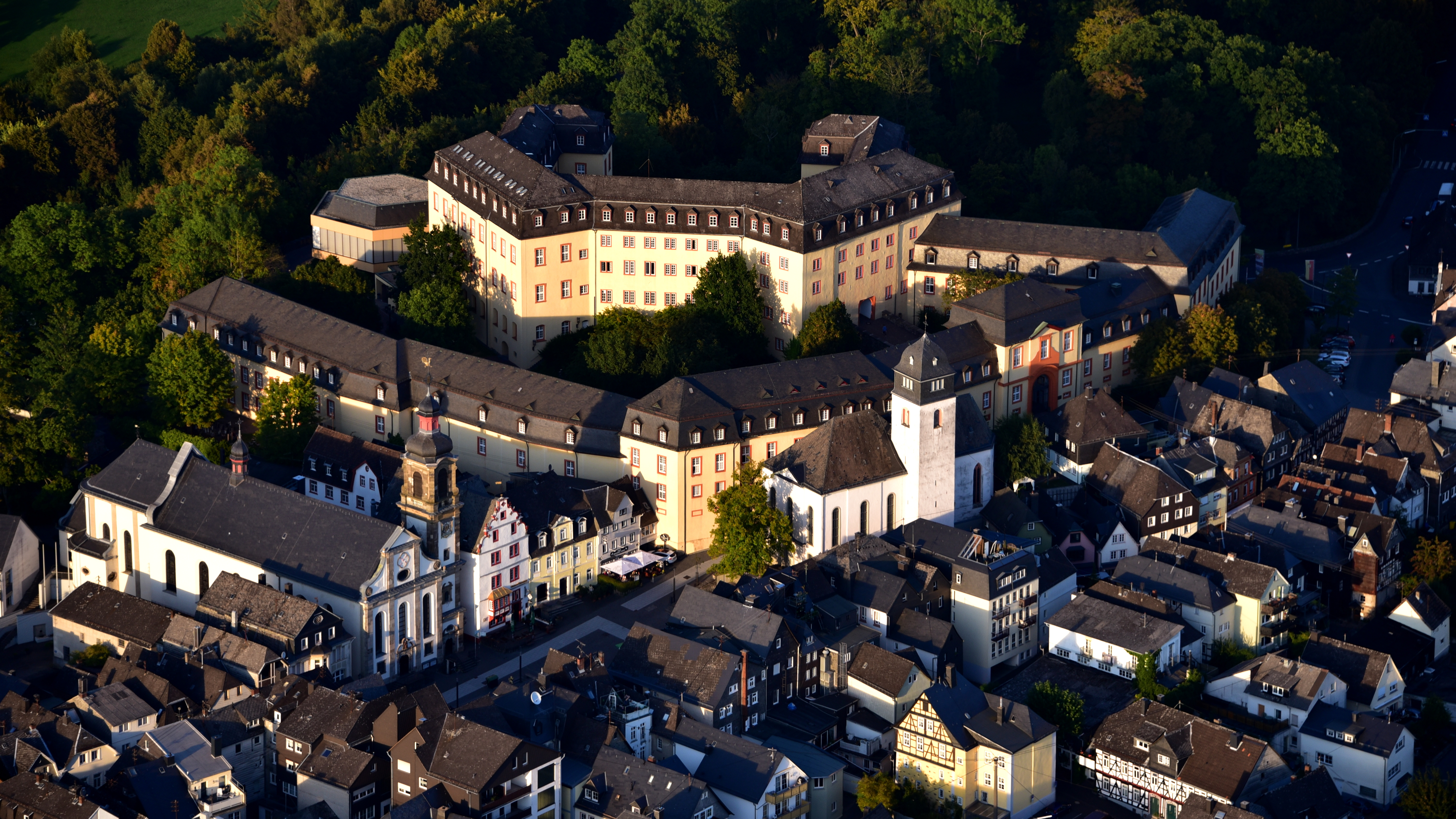
Schloss Hachenburg
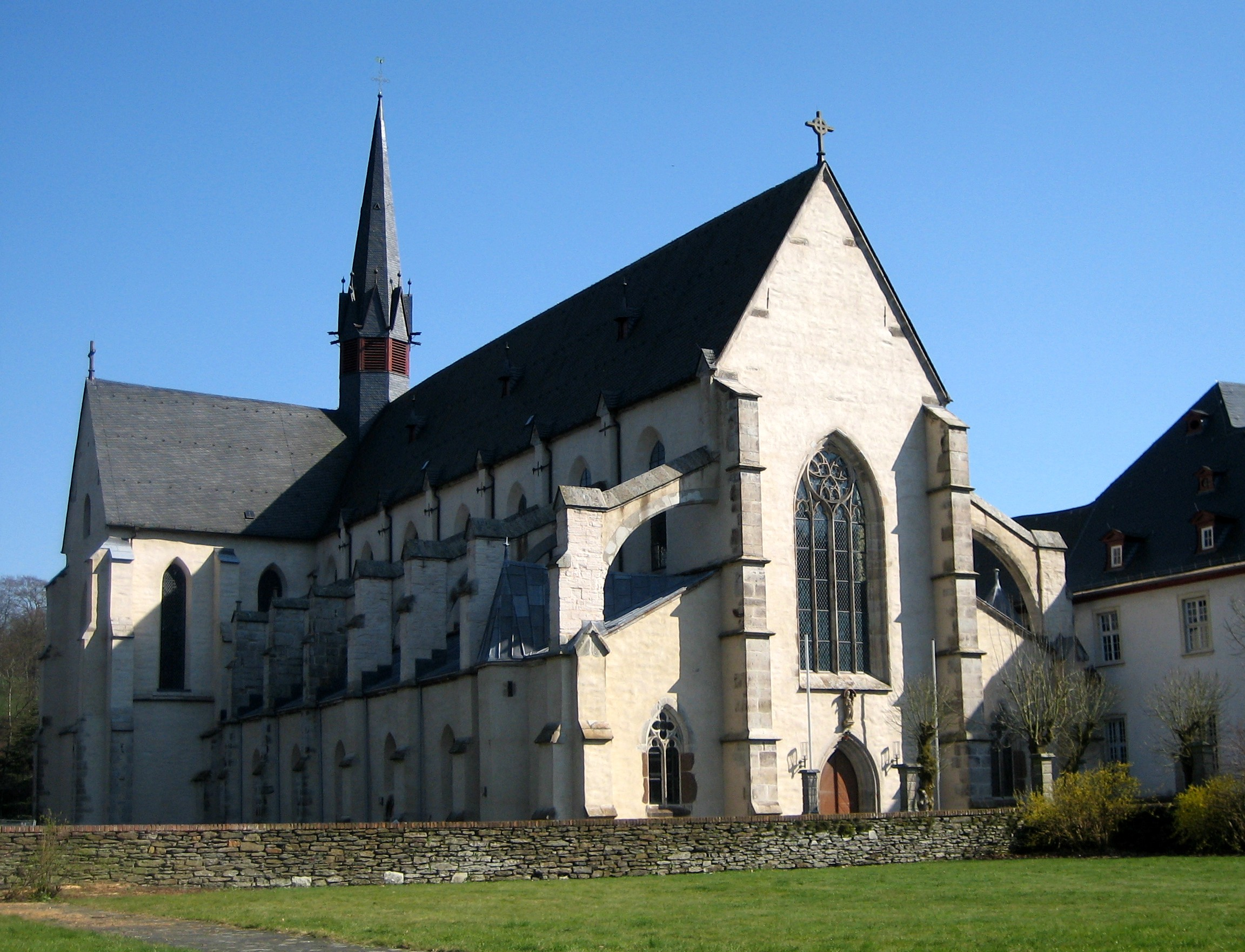
Zisterzienserkloster Marienstatt

## Wappen
Die Grafschaft Sayn und das erste Haus Sayn hatten folgendes Stammwappen: In Rot ein goldener, hersehender Löwe (Gelöwter Leopard), blau bewehrt und gezungt, Schwanz gespalten. Auf dem Helm mit rot-goldenen Decken ein wachsendes goldenes Widderhorn. Es erscheint in einer Reihe von Landkreis- und Gemeindewappen, zum Beispiel:

Ortsgemeinde Almersbach
Stadt Altenkirchen (Westerwald)
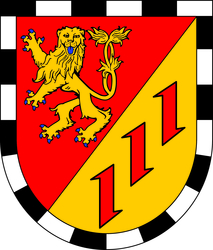
Verbandsgemeinde Altenkirchen-Flammersfeld
Landkreis Altenkirchen (Westerwald)
Stadt Bendorf
Stadt Bad Berleburg
Ortsgemeinde Berzhausen
Stadt Betzdorf
Stadt Daaden
Verbandsgemeinde Daaden-Herdorf
Stadt Diez
Ortsgemeinde Ersfeld
Ortsgemeinde Flammersfeld
Ortsgemeinde Fluterschen
Ortsgemeinde Friedewald (Westerwald)
Stadt Hachenburg
Ortsgemeinde Hamm (Sieg)
Verbandsgemeinde Hamm (Sieg)
Ortsgemeinde Hattert
Stadt Herdorf
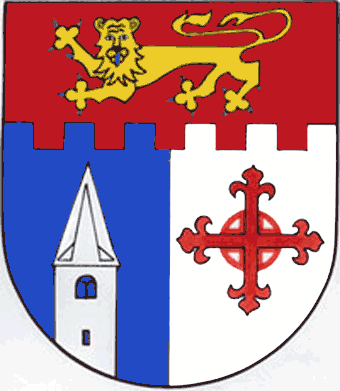
Ortsgemeinde Hilgenroth
Ortsgemeinde Höchstenbach
Stadt Kirchen (Sieg)
Ortsgemeinde Neunkhausen
Gemeinde Nümbrecht
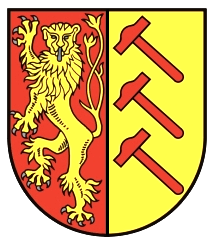
Neuwied-Irlich
Ortsgemeinde Norken
Stadt Vallendar
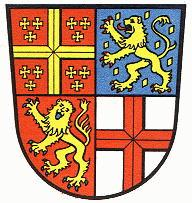
Oberwesterwaldkreis (1867–1974)
Ortsgemeinde Wahlrod
Ortsgemeinde Weitefeld

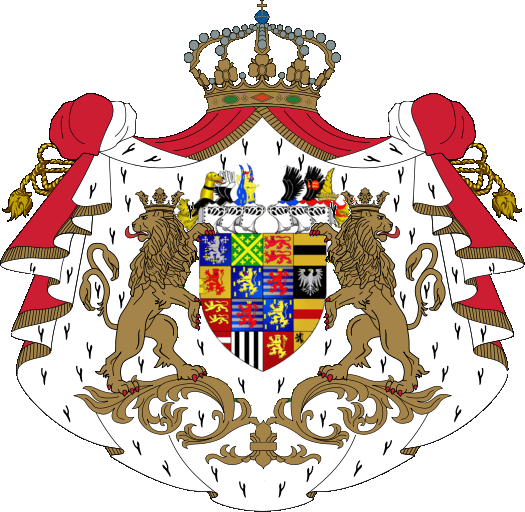
Der Sayner Löwe im Wappen von Adolf von Nassau-Weilburg, Großherzog von Luxemburg, Herzog von Nassau (untere Reihe, 2. von links)